# Ludvig Frederik Wedell
Ludvig Frederik lensgreve Wedell-Wedellsborg (født 25. oktober 1753 på Wedellsborg, død 7. oktober 1817 sammesteds) var en dansk lensbesidder, godsejer og amtmand.
Han var søn af grev Hannibal Wedell og Catharine Sophie Wilhelmine født komtesse Moltke, arvede ved faderens død 1766 grevskabet Wedellsborg. I 1777 købte han Billeskov og lagde gården under grevskabet.
Han blev kammerherre 1775, major ved Holstenske Rytterregiment 1776, premiermajor og Hvid Ridder 12. juni 1803 (symbolum: Candide et caute). Wedell blev udnævnt til amtmand over Assens og Hindsgavl Amter 23. oktober 1783 (uden gage indtil Henrik Bille-Brahes død 1789), hvilket han var indtil 21. april 1809. Ifølge resolution af 1799 skulle Wedell overtage bestyrelsen af Middelfart og Assens købstæder, men fritoges for at tiltræde samme 7. september samme år.

## Familie
9. juni 1772 ægtede han Frederikke Juliane Louise von Klingenberg (6. januar 1755 i Haderslev – 20. april 1833 på Billeskov). Børn:
1. Hannibal Wilhelm lensgreve Wedell (1780-1828)
2. Frederikke "Freda" Vibeke komtesse Wedell-Wedellsborg (25. januar 1781 på Wedellsborg – 9. marts 1824, sammesteds), hoffrøken hos prinsesse Charlotte Frederikke, gift med Engelke Hinrich von Bülow (1761-1845)
3. Joachim Godske baron Wedell-Wedellsborg (1785-1860)
4. Juliane "Julie" Louise komtesse Wedell-Wedellsborg (20. maj 1791 – 13. august 1877 på Lundegård, Nørre Broby Sogn), gift med lensgreve Christian Johan Frederik greve Ahlefeldt-Laurvig (1789-1856)
5. Ferdinand baron Wedell-Wedellsborg (1792-1862)